# Fissidens yamamotoi
Fissidens yamamotoi är en bladmossart som beskrevs av Kyuichi Sakurai 1952. Fissidens yamamotoi ingår i släktet fickmossor, och familjen Fissidentaceae. Inga underarter finns listade i Catalogue of Life.